# Carmelo Barbaro
Carmelo Barbaro (Reggio Calabria, 23 giugno 1948) è un mafioso italiano, affiliato alla 'ndrangheta calabrese della 'ndrina De Stefano-Tegano di cui era capo-decina.
Vicino al boss Orazio De Stefano, insieme a lui progetta l'omicidio di Francesco Domenico Condello durante la faida con gli Imerti nella seconda guerra di 'ndrangheta. Secondo il pentito Lauro, in assenza di Pasquale Condello prendeva le decisioni più importanti.
È stato condannato in via definitiva a 22 anni e 5 mesi di reclusione per omicidio, associazione a delinquere di stampo mafioso e altro.
Latitante dal 2001, è stato arrestato il 12 settembre 2009 a Reggio Calabria, nello studio di un chirurgo estetico.